# 西柵丹村
西柵丹村（にしさくたんむら）は、日本の領有下において樺太に存在した村（指定町村）。
村名のうち「柵丹」という地名は、アイヌ語の「サク・コタン」（夏の村）による。

## 概要
- 西は間宮海峡に面していた。また北ではロシア領丸山岬と接していた。
- 炭鉱の村であった。
- 現在はロシア連邦がサハリン州ウグレゴルスク地区ボシュニャコヴォ（ロシア語: Бошняково (Сахалинская область)）などとして実効支配している。

## 歴史
- 1941年（昭和16年）4月1日 - 名好郡名好村の一部が分立し、二級町村として発足。恵須取支庁が管轄。
- 1943年（昭和18年）4月1日
  - 「樺太ニ施行スル法律ノ特例ニ関スル件」（大正9年勅令第124号）が廃止され、内地編入。
  - 指定町村となる。
- 1945年（昭和20年）8月22日 - ソビエト連邦により占拠される。
- 1949年（昭和24年）6月1日 - 国家行政組織法の施行のため法的に樺太庁が廃止。同日西柵丹村廃止。

## 国境の村・安別
- 民間人が住む最も北緯50度線の日ソ国境に近い村であった。
- 安別炭鉱はロシア側から要塞と誤認されていた。
- ロシアとの密貿易を監視する安別監視所があった。
- ロシア側から国境を越えて急患が安別の医師のところに来ることもあった。人道上の理由から日本側の官憲も黙認していた。

## 村内の地名
| - 西柵丹 - 奥島（おくしま） - 恩内（おんない） - 小恩内（こおんない） - 宇志内（うしない） - 斗運（とうん） - 握珠（あくしゅ） - 立岩（たていわ） - 北宗谷（きたそうや） | - 源氏沢（げんじざわ） - 沃内（よくない） - 知内（ちない） - 親鵜（おやう） - 赤敷（あかしき） - 妻内（つまない） - 明石（あかし） - 安別（あんべつ） |

（）

## 地域

### 教育
以下の学校一覧は1945年（昭和20年）4月1日現在のもの。
- 樺太公立西柵丹国民学校
- 樺太公立北栄国民学校
- 樺太公立安別国民学校